# 남도여자중학교
남도여자중학교(南都女子中學校)는 대한민국 부산광역시 영도구 신선동2가에 있는 사립 중학교이다.

## 학교 연혁
- 1951년 10월 4일 : 재단법인 육영학원 설립인가(문보 제657호)
- 1952년 3월 13일 : 한산여자중학교 설립
- 1954년 1월 25일 : 남도여자중학교로 교명 변경, 현위치 이전
- 1955년 2월 25일 : 제1회 졸업식
- 1967년 8월 14일 : 학교법인 육영학원으로 정관변경, 초대 이사장 박철환 취임, 본관 신축교사 준공(교사면적 3259m2), 교지 확장(1967~1973)
- 2003년 3월 28일 : 본관 재건축 및 급식소 준공
- 2003년 8월 31일 : 강당 준공
- 2007년 4월 21일 : 이사장 박민웅 박사 취임
- 2007년 11월 20일 : 육영글샘 도서실 개관
- 2009년 10월 9일 : 별관 보수공사 준공
- 2011년 2월 18일 : 별관 리모델링 완료
- 2019년 3월 4일 : 서논술형 평가방안 연구학교, 디지털교과서 선도학교 운영, SW교육 선도학교 운영
- 2024년 9월 1일 : 제14대 이정화 교장 취임
- 2025년 2월 6일 : 제71회 졸업식(졸업생 61명, 누계 22,194명)
- 2025년 3월 4일 : 제72회 입학식

## 참고 자료
- 남도여자중학교 - 한국교육학술정보원 학교알리미